# Hon'inbō Sansa
Hon'inbō Sansa (本因坊 算砂; Kyōto, 1559 – Edo, 13 giugno 1623) era il nome d'arte di Kanō Yosaburō (加納 與三郎), uno dei più forti giocatori di Go giapponesi del periodo Edo (1603-1867) e fondatore della casata Hon'inbō, la prima delle quattro grandi scuole di Go in Giappone. Era un sacerdote buddista della setta Nichiren e il suo nome originale di dharma era Nikkai (日海).

## Biografia
Nikkai divenne monaco all'età di nove anni. Il nome «Hon'inbō» (originariamente pronunciato «Honninbō») deriva da un tempio minore del complesso templare Jakkō-ji di Kyōto dove risiedeva Nikkai, il primo «Hon'inbō».
Tra i suoi studenti c'erano i daimyō Oda Nobunaga, Toyotomi Hideyoshi e Tokugawa Ieyasu, i tre grandi unificatori del Giappone feudale. Nikkai considerava i tre generali giocatori di «quinto grad»" (五子, paragonabili a dilettanti di 4 o 5 dan), ma è probabile che la diplomazia sia stata un fattore nella valutazione omogenea di queste figure imponenti.
Fu Nobunaga che, nel 1578, riconobbe il ventenne Nikkai come primo Meijin di Go. Nel 1582, Nikkai, per volere di Nobunaga, fu coinvolto in una famigerata partita al tempio di Honnō-ji contro il suo rivale, un altro sacerdote Nichiren, Kashio Rigen (鹿塩 利玄 nato nel 1565). La tradizione vuole che la partita si sia svolta alla vigilia dell'incidente di Honnō-ji, in cui Nobunaga fu costretto a commettere seppuku, e che si sia concluso con un triplo-ko: da qui la nozione del triplo-ko come cattivo auspicio. Esiste una registrazione della partita, ma, come tipico del periodo, è incompleta; il triplo ko potrebbe essersi verificato, in modo poco plausibile, in altre partite non registrate o in un'altra partita di quel giorno, ma alla fine non ci sono prove di questo evento.
Nel 1587, il successore di Nobunaga, il reggente (kampaku) Hideyoshi, conferì a Nikkai un ruolo ufficiale, precursore della carica di Go-dokoro, concedendo al suo tempio quattro koku di riso all'anno e istituendo un torneo a cui partecipava di persona. Nel 1592, Nikkai ricevette il rango di Gon-no-Daisoku dall'imperatore Go-Yōzei.
Nel 1603, l'imperatore Go-Yōzei riconobbe il sessantenne Tokugawa Ieyasu come shōgun, inaugurando i 250 anni di governo del bakufu Tokugawa. Su indicazione di Ieyasu, Nikkai trasferì le funzioni sacerdotali a Jakko-ji al fratello minore Nichiei e divenne il primo go-dokoro, carica per la quale Nikkai ricevette cinquanta koku di riso e cinque servitori. Sempre in questo periodo (1605 circa), Nikkai assunse il nome di Hon'inbō Sansa («Sansa» scritto «算砂», i caratteri per «calcolare» e «sabbia»).
Sansa era anche un forte giocatore di shōgi, ma nel periodo Tokugawa il go era organizzato in quattro «case» e lo shogi in tre, che si sfidavano nei tornei oshirogo, «go del Castello», per il titolo di Meijin. La natura ufficiale di questi accordi significava che i maestri di go e di shogi ricoprivano cariche diverse. Nel 1612, otto giocatori di go e shogi ricevettero un sostegno statale individuale. Questo sistema persistette per due secoli e mezzo, fino al crollo del governo Tokugawa con la restaurazione Meiji.
L'istituzione delle partite dell'oshirogo a Edo, sede del governo Tokugawa, significava che alla fine di ogni anno Sansa doveva viaggiare per un mese verso oriente. Si dice che abbia rifiutato una residenza ufficiale nel primo quartiere Nihonbashi di Edo, ma che gli siano state date altre sistemazioni; fu l'invitto quarto Hon'inbō, Hon'inbō Dōsaku (1645-1702), a trasferire infine la scuola a Edo.
Sansa morì a Edo all'età di 65 anni.

## Eredità
A Hon'inbō Sansa successe un giovane di nome Sugimura che, a causa dell'età, dovette aspettare diversi anni dopo la morte di Sansa per ristabilire la casa Hon'inbō come Hon'inbō San'etsu quando compì vent'anni. Tuttavia, il titolo di Meijin fu riconquistato dal terzo capo di Hon'inbō e, complessivamente, sette delle dieci generazioni di Meijin storici erano Hon'inbō. Inoltre, tutti e tre i Kisei («Saggi del Go») tradizionali erano maestri Hon'inbō. Sia il Meijin sia il Kisei sono oggi titoli gestiti dalla Nihon Ki-in, la federazione goistica giapponese.
La scuola fondata da Hon'inbō Sansa, insieme alle scuole Inoue e Yasui, durò fino al XX secolo, ma faticò senza il sostegno del governo. Nel 1936, l'ultimo maestro Hon'inbō, il controverso Hon'inbō Shūsai, trasferì la selezione del titolo Hon'inbō alla Nihon Ki-in.